# Turbinella
Turbinella is een geslacht van weekdieren uit de klasse van de Gastropoda (slakken).

## Soorten
- Turbinella angulata (Lightfoot, 1786)
- Turbinella fusus G.B. Sowerby I, 1825
- Turbinella laevigata Anton, 1838
- Turbinella laffertyi Kilburn, 1975
- Turbinella ponderosa (Lightfoot, 1786)
- Turbinella pyrum (Linnaeus, 1767)
- Turbinella rapa Lamarck, 1816
- Turbinella wheeleri Petuch, 1994